# 井上美代
井上 美代（いのうえ みよ、1936年6月13日 - 2022年5月21日）は、日本の政治家、女性運動家、元外交官。日本共産党所属の元参議院議員。党中央委員会憲法改悪反対闘争本部員。新日本婦人の会元会長。女性「九条の会」世話人代表。

## 略歴
佐賀県出身。中央大学法学部政治学科卒業。外務省に入省した。
1990年、新日本婦人の会会長となる。
1998年の第18回参議院議員通常選挙に東京都選挙区（改選数4）より日本共産党公認で立候補。自民党は現職の小野清子と新人の塚原宏司の2人を擁立したが共倒れし、井上は3番目の得票数で初当選した。
その後、病気療養のため、2004年の第20回参議院議員通常選挙には立候補せず、議員を引退した。
2022年5月21日12時20分、老衰のため東京都内の病院で死去。85歳没。

## 政治的主張
- 漫画評論家の紙屋高雪によると、新婦人役員当時、アニメーション『未来少年コナン』（1978年）制作にあたって、NHKに対して「民放ではできないような、コマーシャリズムにとらわれないアニメを子供たちに提供してほしい」と働きかけていたという[2]。
- 2003年、静岡空港建設反対の国会議員署名活動で署名者に加わっている[3]。
- 選択的夫婦別姓制度導入に賛成する[4]。「反対理由として「家族を崩壊させる。子どもが非行に走る」などという人もいるが、夫婦別姓とは何の関係もないこと。」と反対論者を批判している[5]。
- 労働問題について、例えば安川電機子会社であったワイ・イー・ドライブが日本電産に売却された後に労働環境が悪化したと国会等で問題提起を行った[6]。

## 著書
- 『ピカピカトイレは子どものいのち―新婦人「学校ウオッチング」でトイレ、クーラー、耐震化実現を』（2003年12月、本の泉社）ISBN 4-88023-832-5
- 『21世紀いのち輝け―草の根国会レポート』（2002年7月、本の泉社）ISBN 4-88023-397-8
- 『太陽のように―輝く明日へエンパワーメント』（1998年1月、本の泉社）ISBN 4-88023-163-0